# Хан Крум (село)
Вижте пояснителната страница за други значения на Крум.
Хан Крум (до 1899 г. – Чаталар, Чатали) е село в Североизточна България. То се намира в община Велики Преслав, област Шумен.

## История
До 1899 г. селото носи името Чаталар, след което е преименувано на Цар Крум. От 1977 г. то носи името Хан Крум.
Според някои археолози на мястото на селото през IV в. се намирала столицата на остготите начело с Улфила или най-малко крупен техен център, за което говорят откритите тук богати готски накити и други археологически находки.
Разкопани са няколко късноантични църкви. Две от тях, строени последователно една върху друга, са непосредствено на север от стената на по-късния аул. Първата еднокорабна, датирана към IV век, като в нея са запазени едни от малкото откривани в България раннохристиянски изображения на човешки лица. Втората църква е по-голяма и е строена през V до първата половина на VI век. Известна е и трета църква от този период под могила в аула, която не е проучвана подробно. Към 2018 са налице археологически сведения за още две новоразкрити църкви в този район, с което общия им брой достига пет.
Край селото е открит прабългарски дворец (Аул на кан Омуртаг) с останки от мост над Голяма Камчия, чието построяване се отнася към строителната дейност на кан Омуртаг, въз основа на Чаталарския надпис. Аулът е архитектурно произведение на Плисковско-Преславската култура.

## Население
Численост на населението според преброяванията през годините:
| \| Година на преброяване \| Численост \| \| --------------------- \| --------- \| \| 1934 \| 438 \| \| 1946 \| 495 \| \| 1956 \| 603 \| \| 1965 \| 716 \| \| 1975 \| 587 \| \| 1985 \| 571 \| \| 1992 \| 497 \| \| 2001 \| 439 \| \| 2011 \| 369 \| \| 2021 \| 359 \| |           |
| Година на преброяване | Численост |
| 1934 | 438       |
| 1946 | 495       |
| 1956 | 603       |
| 1965 | 716       |
| 1975 | 587       |
| 1985 | 571       |
| 1992 | 497       |
| 2001 | 439       |
| 2011 | 369       |
| 2021 | 359       |

### Етнически състав

#### Преброяване на населението през 2011 г.
Численост и дял на етническите групи според преброяването на населението през 2011 г.:
|                     | Численост | Дял (в %) |
| Общо                | 369       | 100.00    |
| Българи             | 344       | 93.22     |
| Турци               | 8         | 2.16      |
| Цигани              | ?         | ?         |
| Други               | ?         | ?         |
| Не се самоопределят | ?         | ?         |
| Неотговорили        | 15        | 4.06      |

## Хан-Крумски скален манастир
Разположен е в близост до селото, в западния склон на Калугеровия боаз. За неговото изграждане е използвана естествена пещера, която допълнително е дообработена. Изкачването до него се извършва по изсечена в скалата вита стълба.

## Други
Селото има жп гара на линията София-Варна. Оттук е съществувало разклонение за Велики Преслав, което не се обслужва.
В селото има винозавод и спиртоварна за ракия, като двете напитки с високо качество са традиционни за селото и околностите му.

## Спорт
Футболният отбор на селото се нарича „Локомотив“ (Хан Крум). Той е отбор от ОФГ, завършил на трето място в крайното класиране за 2010 г.